# ジャン＝クロード・ブロンダニ
ジャン＝クロード・ブロンダニ（フランス語: Jean-Claude Brondani、1944年2月2日- ）は、フランスのウイユ出身の柔道選手。階級は重量級。身長195cm。体重100kg。段位は7段。

## 人物
1966年と1968年の世界学生重量級で3位になった。1967年のユニバーシアードでも3位だった。1972年にはヨーロッパ選手権の無差別で2位に入った。1972年ミュンヘンオリンピックの重量級では5位に終わった。しかし、無差別では準決勝でオランダのウィレム・ルスカに敗れたものの銅メダルを獲得した。

## 主な戦績
- 1964年 - ヨーロッパ選手権　無段の部　3位
- 1964年 - ドイツ国際　優勝
- 1965年 - ドイツ国際　2位
- 1966年 - 世界学生　3位
- 1967年 - ユニバーシアード　3位
- 1968年 - 世界学生　3位
- 1970年 - ヨーロッパ選手権　3位
- 1972年 - ポーランド国際　2位
- 1972年 - ヨーロッパ選手権　無差別　2位
- 1972年 - ミュンヘンオリンピック　重量級　5位　無差別　3位